# فوران عشق
فوران عشق (انگلیسی: Splash Splash Love; کره‌ای: 퐁당퐁당 LOVE; لاتین‌نویسی اصلاح‌شده: Pongdang Pongdang LOVE) یک مجموعهٔ تلویزیونی کره جنوبی با بازی کیم سول-گی و یون دو جون است. این مجموعه در ابتدا در پلتفرم وب ناور تی‌وی کست در قالب ۱۰ قسمت پخش شد. سپس در ۱۳ و ۲۰ دسامبر ۲۰۱۵ در دو قسمت ۶۰ دقیقه‌ای از م‌بی‌سی روی آنتن رفت.

## بازیگران

### بازیگران اصلی
- کیم سول-گی در نقش جانگ دان-بی / جانگ یونگ-شیل
- یون دو جون در نقش یی-دو[۵]

### بازیگران مکمل
- جین کی جو در نقش سو-هون (دوست دان-بی) / ملکه سوهون طایفه چونگ‌سونگ شیم
- آن هیو-سوپ در نقش پارک یون/ چه آه-جین
- کو کیو-پیل در نقش معلم ریاضی دان-بی / سر خواجه
- لی کوانگ-سه
- کیم سو-هیون
- اوم هه-جونگ
- لی جه-جون
- کانگ هیون
- یون سوک-هو در نقش سوک (برادر کوچکتر پارک یون)